# André Félibien
Pour les articles homonymes, voir Félibien.
André Félibien, né en mai 1619 à Chartres et mort le 11 juin 1695 à Paris, sieur des Avaux et de Javercy est un architecte et historiographe français.

## Biographie
Né à Chartres, Félibien part pour Paris à l'âge de quatorze ans afin de poursuivre ses études. En 1647, il est envoyé à Rome en qualité de secrétaire d'ambassade du marquis François du Val de Fontenay-Mareuil.
Il met à profit son séjour à Rome pour y étudier les monuments antiques, découvrir les trésors de ses bibliothèques et tisser des amitiés avec les fins lettrés et les amateurs d'art de la ville, avec lesquels il est mis en contact grâce à sa traduction de la Vie de Pie V du cardinal Barberini.
Parmi ces amis, Nicolas Poussin lui apporte de précieux conseils. Pendant son séjour à Rome, il entretient avec Valentin Conrart, premier secrétaire perpétuel de l'Académie française, une correspondance ayant notamment pour objet l'actualité littéraire sur fond des troubles de la Fronde et des événements militaires et diplomatiques qui conduiront à la signature des traités de Westphalie.
De retour en France, il se marie et, dans l'espoir de trouver un emploi, s'installe à Paris. Fouquet, puis Colbert reconnaissent ses talents. En 1663, il devient l'un des premiers membres de l'Académie des inscriptions et belles-lettres. Trois ans plus tard, Colbert le fait nommer historiographe du roi. En 1671, il est nommé secrétaire de l'Académie royale d'architecture, nouvellement fondée, et, en 1673, conservateur du cabinet des antiquités au palais Brion. Louvois ajoute à ces charges celle de contrôleur général des routes et des ponts.
Malgré toutes ces activités, Félibien trouve du temps pour l'étude et la recherche et produit de nombreux ouvrages. Il a apporté une contribution importante à la théorie de la hiérarchie des genres.
Il eut deux fils, qui ont tous deux laissé leur marque : Jean-François et Michel.
Il mourut à Paris en 1695. Sa devise était : « Bene facere et vera dicere » (« Faire le bien, dire le vrai »).

## Publications
- De l'origine de la peinture et des plus excellens peintres de l'Antiquité[2], 1660
- Entretiens sur les vies et sur les ouvrages des plus excellents peintres anciens et modernes. Le plus connu de ses ouvrages, il parut en plusieurs volumes, le premier en 1666, et le cinquième en 1688 :
  - 1re partie, à Paris, chez Pierre le Petit, 1666 : préface, entretiens I (Antiquité) et II (Italie de Cimabue à Andrea del Sarto)[3]
  - 2e partie, à Paris, chez Sébastien Mabre-Cramoisy, 1672 : entretiens III (représentation du corps humain ; suite de l'art italien du 16e siècle) et IV (suite de l'art italien du 16e siècle, Michel-Ange, art hollandais)[4]
  - 3e partie, à Paris, chez Jean-Baptiste Coignard, 1679 : entretiens V (la perspective ; Le Titien et autres peintres italiens et hollandais) et VI (la représentation des émotions et des passions ; peintres autour de 1600, les Carrache)[5]
  - 4e partie, à Paris, chez Sébastien Mabre-Cramoisy, 1685 : entretiens VII (début du 17e siècle ; Rubens) et VIII (Poussin)[6]
  - 5e partie, à Paris, chez la veuve de Sébastien Mabre-Cramoisy, 1688 : entretiens IX (milieu du 17e siècle) et X (début du règne de Louis XIV)[7]
- Le livre fut réédité avec plusieurs additions à Amsterdam en 1706, et à Trévoux en 1725  :
  - t. 1, 2e  éd.[8]
  - t. 2, 2e  éd.[9]
  - t. 3, Trévoux, 1725 (lire en ligne)
  - t. 4, Trévoux, 1725 (lire en ligne)
  - t. 5, Trévoux, 1725 (lire en ligne)
  - t. 6[10] — « Nouvelle édition, revue, corrigée & augmentée des conférences de l'Académie royale de peinture & de sculpture » : « de l'idée du peintre parfait, des traitez de la miniature, des dessins, des estampes… »
  - t. 8 : Vie de Nicolas Poussin[11],[12] — Dernier tome
- Il fait l'objet d'une édition moderne[13].
- Relation de la feste de Versailles du dix-huitième juillet mil six cens soixante huit, Paris, Pierre Le Petit, 1668 (lire en ligne)
- Description sommaire du Chasteau de Versailles[14], 1674
- Les Divertissemens de Versailles donnez par le Roy à toute sa Cour au retour de la conqueste de Franche-Comté en l'année M. DC. L.XXIV., Paris, Imprimerie royale, 1676[15]
- Des principes de l'architecture, de la sculpture, de la peinture, et des autres arts qui en dépendent : avec un Dictionnaire des termes propres à chacun de ces arts[16], 1676–1690
- Noms des peintres les plus célèbres et les plus connus, anciens & modernes, Paris, 1679 (lire en ligne)
- Le Songe de Philomathe, 1683 : récit avec une suite de joutes verbales entre deux sœurs qui représentent les allégories de la peinture et de la poésie et qui veulent savoir laquelle surpasse l'autre[17].
- Description des tableaux, des statues, etc., des maisons royales, 1687

Félibien a aussi écrit des descriptions de La Trappe, et des tableaux et statues des résidences royales. Il a publié les conférences de l'Académie de peinture, et a fait une traduction française du Château intérieur de Thérèse d'Avila.
La bibliothèque numérique de la BnF, Gallica, donne accès à plusieurs de ses ouvrages consultables en ligne.

## Iconographie
Un jeton à l'effigie de Félibien a été exécuté par le graveur Thomas Bernard en 1695. Un exemplaire est conservé au musée Carnavalet (ND 4379).

## Hommage
Une voie porte son nom dans les villes de Chartres, Nantes et La Rochelle.